# I-66/I-166
I-66/I-166 — підводний човен Імперського флоту Японії, який взяв участь у бойових діях Другої світової війни. Споруджений як І-66, корабель 20 травня 1942-го був перейменований на І-166, щоб звільнити нумерацію для нових крейсерських підводних човнів (так само вчинили щодо всіх субмарин KD типів).

## Довоєнна служба
Корабель, який спорудили у 1932 році на корабельні ВМФ у Сасебо, належав до типу KD5.
По завершенні його включили до 30-ї дивізії підводних човнів, у складі якої І-62 перебував і на момент вступу Японії у Другу світову війну.
Незадовго до початку бойових дій, 21 жовтня 1941-го, І-66 зіткнувся в районі Саєкі (північно-східне узбережжя Кюсю) з іншим підводним човном I-7. Втім, обидва кораблі отримали лише незначні пошкодження.

## Перший похід
26 листопада 1941-го, ще перед вступом Японії у війну, І-66 вирушив до Палау (важлива база на заході Каролінських островів), проте ще на шляху туди був перенаправлений до порту Самах (китайський острів Хайнань), куди прибув 2 грудня. 5 грудня, за кілька діб до відкриття бойових дій, І-66 вже вирушив до визначеного йому району у Південнокитайському морі, де разом з цілим рядом інших човнів сформував патрульну лінію поблизу півострова Малакка, на який вже 8 грудня (тобто у день нападу на Перл-Гарбор — тільки останній відбувся по інший бік лінії зміни дат) висадились японські десанти.
За кілька діб І-66 перенаправили для проведення рекогносцирування підходів до Кучингу на острові Борнео, куди також готувались висадити війська. 25 грудня 1941-го, невдовзі після десантування в Кучинзі, з І-66 при огляді поверхні перед спливанням виявили нідерландський підводний човен K XVI. І-66 наблизився до останнього та потопив його однією торпедою.
27 грудня 1941-го І-66 повернувся з походу до бухти Камрань (центральна частина узбережжя В'єтнаму).

## Другий похід
5 січня 1942-го І-66 вирушив для бойового патрулювання в Андаманському морі та Бенгальській затоці, при цьому пройшов через протоку Ломбок (сполучає Яванське море з Індійським океаном між островами Балі та Ломбок). 11 січня біля південного виходу з протоки човен торпедував належний Армії США транспорт Liberty (6211 GRT), який перевозив вантаж каучуку та вибухівки із Батавії. Два есмінці союзників намагались буксирувати пошкоджене судно до порту на північному узбережжі Балі, проте через зростаюче надходження води прийшлось посадити його на мілину на сході острова, що мало дозволити врятувати вантаж.
21 січня 1942-го вже у Андаманському морі поблизу менш ніж за дві з половиною сотні кілометрів на південний захід від Рангуну І-66 торпедував та потопив вантажне судно Nord (3193 GRT), яке прямувало до бірманської столиці із Калькутти. Наступної доби в сусідньому районі, біля самої дельти Іраваді, човен атакував британське вантажопасажирське судно Chak Sang (2358 GRT), котре прямувало так само до Рангуну в баласті із Мадрасу. Спершу з І-66 поцілили його торпедою, а потім човен сплив на поверхню та добив Chak Sang артилерією.
29 січня 1942-го І-66 завершив похід на західному узбережжі півострова Малакка у Пенанзі, який на найближчі кілька років стане базою японського підводного флоту для дій у Індійському океані.

## Третій похід
9 лютого 1942-го І-66 вирушив до району бойового патрулювання поблизу острова Цейлон. 14 лютого за п'ятдесят кілометрів на схід від Трінкомалі човен торпедував та обстріляв артилерією британський пароплав Kamuning (2076 GRT), який прямував з Рангуну до Коломбо із вантажем рису. Пошкоджене судно намагались буксирувати, проте воно затонуло.
2 березня 1942-го І-66 повернувся до Пенангу. 15—28 березня човен перейшов до японського порту Сасебо.

## Четвертий похід
15—24 травня 1942-го І-66 прямував з Сасебо до атола Кваджелейн на Маршаллових островах, де на початковому етапі війни була значна база японського підводного флоту.
26 травня, вже як І-166, човен вирушив у четвертий похід (у цей період з Кваджелейну в межах операції проти атола Мідвей вийшло багато японських субмарин), під час якого, втім, не зміг поповнити свій бойовий рахунок.
26 червня 1942-го І-166 прибув для ремонту до Сасебо. 22 липня він полишив Японію та 6 серпня знову прибув до Пенангу.

## П'ятий похід
11 серпня 1942-го І-166 вирушив для бойового патрулювання в Індійському океані. За результатами походу, що завершився поверненням у Пенанг 31 серпня, командир човна претендував на два потоплені торгові судна, проте ці заявки залишились непідтвердженими.

## Шостий похід
18 вересня 1942-го І-166 попрямував у черговий похід до Індійського океану. 1 жовтня поблизу південного завершення Індії човен висадив трьох повстанців із прояпонської організації Індійська національна армія, а пізніше тієї ж доби обстріляв та пошкодив судно Camila (1201 GRT). Останнє загорілось, викинулось на берег і було остаточно втрачене. 11 жовтня І-166 повернувся до Пенангу.

## Сьомий похід
5 листопада 1942-го човен вирушив на бойове патрулювання до Індійського узбережжя. 13 числа І-166 невдало атакував торгове судно, а 23 листопада у Лаккадівському морі дещо більш ніж за півтори сотні кілометрів на південь від Кочіна торпедував та потопив британський транспорт Cranfield (5332 GRT). 28 листопада човен прибув у Пенанг.

## Восьмий похід
5 грудня 1942-го І-166 вийшов з бази, проте на цей раз попрямував до північно-західного узбережжя Австралії. Під час цього походу він не зміг поповнити свій бойовий рахунок, лише обстріляв 25 грудня із артилерії Кокосові острова (за тисячу кілометрів на південь від острова Суматра), після чого прибув до Сурабаї на острові Ява. Взагалі, перехід на цю базу був викликаний помилковими розвідувальними даними щодо підготовки союзниками десанту на острів Тимор, на тлі яких японське командування наприкінці 1942 року спрямувало до Сурабаї одразу кілька субмарин.
19 січня 1943-го І-166 прибув до Сасебо та став на доковий ремонт. В Японії човен перебував майже пів року і лише на початку липня рушив назад до Сурабаї.

## Дев'ятий похід
У середині липня 1943-го І-166 знову рушив до західного узбережжя Австралії, маючи завдання патрулювати до розташованого далеко на півдні району Фрімантла. Втім, і цього разу австралійський похід не приніс якихось результатів.
10 вересня 1943-го човен відвідав підконтрольний японцям Балікпапан (центр нафтовидобутку на сході острова Борнео), звідки наступного дня рушив до Сінгапуру, а 25 вересня знову досягнув Пенангу.

## Десятий похід
9 жовтня 1943-го І-166 полишив Пенанг, заходив на острів Сабанг для дозаправки, а далі попрямував на бойове патрулювання до Індійського океану. Наприкінці місяця в районі Коломбо (острів Цейлон) він невдало атакував транспортне судно, а 13 листопада завершив похід на тій же базі.

## Одинадцятий похід
7 грудня 1943-го човен вирушив з Пенангу, але й цього разу йому не вдалось поповнити свій бойовий рахунок. 24 числа він висадив на західному узбережжі Цейлону шість агентів Індійської національної армії (всі вони були невдовзі захоплені британцями та страчені), а 9 січня 1944-го повернувся на базу.

## Дванадцятий похід
7 лютого 1944-го човен рушив з Пенангу для бойового патрулювання у Бенгальській затоці. 19 лютого І-166 промахнувся двома торпедами по британському танкеру British Fusilier (можливо відзначити, що це судно переживе війну та буде здане на злам у першій половині 1950-х), а 13 березня дістався Пенангу.
В кінці квітня 1944-го І-166 залучили у якійсь місії постачання.

## Загибель корабля
16 липня 1944-го І-166 полишив Пенанг у напрямку Сінгапуру, де мав взяти участь у протичовнових тренуваннях японських есмінців. Вранці 17 липня в районі за три з половиною сотні кілометрів на північний захід від Сінгапуру японську субмарину виявили у перископ з британського підводного човна «Телемахус», що кількома днями раніше розпочав дії на ворожих комунікаціях у Малаккській протоці. Наблизившись на відстань менше за 1,5 км, командир британців дав залп із шести торпед, одна з яких поцілила та потопила І-166. Загинули 88 членів екіпажу, 10 опинились за бортом та були підібрані малайськими рибаками.

## Бойовий рахунок
| Дата       | Назва     | Тип                | Тоннаж | Місце                 |
| 25.12.1941 | K-XVI     | підводний човен    | 865    | 2°26'N 109°49'E       |
| 11.01.1942 | Liberty   | вантажне           | 6211   | східне узбережжя Балі |
| 21.01.1942 | Nord      | вантажне           | 3193   | 15°28'N 94°36'E       |
| 22.01.1942 | Chak Sang | вантажопасажирське | 2358   | 15°42'N 95°02'E       |
| 14.02.1942 | Kamuning  | вантажне           | 2076   | 8°35'N 81°44'E        |
| 01.10.1942 | Camila    | вантажне           | 1201   | 8°10'N 77°41'E        |
| 23.11.1942 | Cranfield | вантажне           | 5332   | 8°26'N 76°42'E        |